# Межапаркс (парк)
Межапаркс је велики урбани парк у насељу Межапаркс у Риги, главном граду Летоније. У парку се налази велика концертна сцена Межапаркс на отвореном, а поред ње се налази зоолошки врт, као и приступ језеру Кишезерс. Територија површине 424 ха  је прекривена обалним динама, већи део са тајгама, два заштићена очувана станишта. Територија је почела да се користи за рекреацију у 18. веку и додата је територији Риге у 19. веку. Године 1901. насеље Межапаркс постало је први архитектонски пројекат Руског царства који је користио концепт вртног града. Подручје је проширено и развијено током прве половине 20. века, првенствено служећи као елитни спортски комплекс. После Другог светског рата 1949. године, совјетска влада је извршила велико проширење парка и инаугурисала га као јавни парк са многим рекреативним зонама и зградама. Све до краја 20. века парк је наставио да служи као јавни парк. Иако је мало од совјетске архитектуре преживело, парк је поново оживео након обнављања независности Летоније и тренутно је популарна рекреативна локација. Парк и околина су национално наслеђе и архитектонски споменици културе.

## Преглед
Межапаркс се налази у североисточном делу Риге, у Ришкој равници, у Приморској низији (Piejūras zemiene). Део је истоименог насеља Межапаркс. Налази се поред језера Кишезерс, у близини се налази зоолошки врт Риге и окружен је углавном стамбеним подручјима. Површина парка је 424 ха, од чега су  380 ха класификовани као природни пејзажи, 33 ха као грађевине са зеленилом (укључујући Ришки зоолошки врт и Велику сцену) и 2 ха као разне конструкције. 
Парк је слободно доступан јавности и место за разне активности, рекреацију као и активне спортове, укључујући и зимске. Парк је испресецан асфалтираним стазама и пешачким улицама. Овде се налази историјска сцена на отвореном, првобитно саграђена у централном делу парка 1949. године, демонтирана 1980-их и обновљена 2003. Парк се на источној страни налази у близини језера Кишезерс, 10. највећег језера у Летонији које покрива површину од 17,3 км2. Поред језера се налази мала плажа са одговарајућим садржајима и пристаништима за чамце. Ту су и разни други рекреативни објекти, као што су једно од највећих игралишта у земљи, дечији авантуристички парк, бициклистичка стаза, миниголф комплекс и други. Ту је и забавни парк.
Највећи и најпознатији културни објекат од националног значаја у парку је Велика сцена Межапаркс који су пројектовали архитекти В. Шнитникова, Г. Ирбите, К. Даненхирша; касније реконструисан 1990. Даља реконструкција је планирана од 2008. с тим да је прва фаза завршена 2018 а друга планирана за 2023. Од 1955. године, сцена служи као традиционално место за Летонски фестивал песме и игре.  
Парк је 1998. године проглашен за локални споменик културе и национално наслеђе. Од 2016. године насеље и парк су заједнички проглашени националним архитектонским спомеником културе.

## Геологија и екологија
Територију Межапарка првобитно је покривало Балтичко ледено језеро.  Главни терен формиран је током 5-7 хиљада година Литоринског мора. 40-50 метара дебео терен формиран је од наслага песка и тресета Балтичког леденог језера, Литоринског мора и њихових лагуна. 
Већина неравног терена прекривеног динама је валовита са динама од 6-8 м на северозападу и 7-8 м  на западу. Највиша тачка је 18 м изнад мора и нивоа језера Кишезерс међу динама на северној страни. Остатак територије је релативно раван.
Ниво воде на око 1,5-3 м. Због ниског нивоа воде и пошумљене територије, површинске воде се одводе и упијају. На територији нема природних водних тела. 
Зелену територију парка прекривају два заштићена очувана станишта који се преклапају – старе природне тајге и пошумљене обалне дине. Пошумљене обалне дине покривају целу територију, посебно северну страну и обалу Кишезера. Ове дине су склоне еутрофикацији и сукцесији. Тајге покривају 185 ха. Такође су подложне еутрофикацији са вегетацијом карактеристичном за "плодније" шумске биоме. У шуми расту некарактеристичне врсте дрвећа попут јавора, тилије, јасике, као и стране врсте - вајмутов бор, европски ариш, северни црвени храст), засађене и саморастуће. Постоје различите заштићене биљне врсте, као што су Pulsatilla pratensis, Platanthera bifolia или Spinulum annotinum. Остала вегетација обухвата разно грмље и неколико летњих цветова и неколико врста које зимују. 

## Историја
Око 1225. године, локација постаје део шумских територија Риге. Почетком 17. века, ово подручје је постало опште познато као Ķēniņu mežs (краљева шума) названо по шведском краљу Густаву Адолфу који је подигао војни логор у шумовитом подручју поред Риге 1621. током Пољско-шведског рата.
Прва места за рекреацију и забаву на подручју које су посећивали грађани почели су да се формирају још у 18. веку. На пример, разни путујући циркуси животиња су посећивали ту локацију у 19. веку. 

### Пре Другог светског рата
Крајем 19. века, идеје су изразили главни урбаниста Риге Густав Адолфс Агте и пејзажни архитекта Георг Купхалт који су желели да развију територију шума и дина у породични парк за рекреацију и забаву. У то време, Европа је доживљавала покрет вртних градова где су градске четврти пројектоване уз очување и интеграцију природног окружења, тако да су се приватне куће градиле између шумовитих линија и близу водених површина. Купхалтов план је био да направи парк по узору на немачке и британске паркове, док би улични распоред сачувао постојеће дрвеће и дине. Влада Риге је 1900. године размотрила Купхалтов предложени пројекат и одлучила да постепено развија Ķēniņu mežs према овој визији. Године 1901, како би прославили 700-годишњицу Риге, Градско веће Риге је одлучило да званично успостави јавни парк. Веће је 30. априла званично одредило да се област Ķēniņu mežs користи пола за рекреацију, а пола за изградњу вила и летњих кућа. Насеље је постало први архитектонски пројекат Руске империје који је користио концепт вртног града позајмљен из западне Европе. Године 1904. ово подручје је званично додато територији града Риге. 
Градско веће Риге је финансирало развој Ķēniņu mežs-а са 500.000 рубаља – за изградњу путева, трамвајске пруге, бициклистичких и пешачких стаза.  До 1902. године је постављена трамвајска пруга, уређена су купалишта у близини језера и изграђени су разни спортски објекти. Године 1903. формиран је балтички немачки спортски клуб Кајзервалде (од немачког „Kaiserwald” – Кајзер и „шума”), а околина је постала најпознатија на летонском као Ķeizarmežs. Клуб је нудио рекреативне активности у парку у оквиру шуме, зелених зона и купалишта око језера. Фокус је био на копненим и воденим спортовима, као и зимским спортовима, укључујући скијашка такмичења, клизалиште и стазу за санкање. Клуб је такође основао јахт клуб (међутим, само за Немце), а регате које су се одржавале добиле су међународно признање. На развојни правац и делатност утицала је истакнута немачка физичка култура тог времена.  Клуб је имао и свој културни одсек који је организовао догађаје на отвореном, наступе и концерте. 
Постојала је идеја да се у Риги изгради зоолошки врт још од 1860-их. Због недостатка владиног финансирања, грађани Риге су замољени за донације, које су успешно прикупљене. Захтев за земљиште за изградњу зоолошког врта поднет је 1907. године, а додељен је 1911. поред Межапаркса.  Следеће године одржана је церемонија отварања зоолошког врта у Риги („Rīgas Zoodārzs“). Поред основне функције, у зоолошком врту су се одржавали и разни концерти. 
После рата за независност Летоније (1918), Ķeizarmežs је наставио да функционише као спортски клуб и област се континуирано развијала. Све до Другог светског рата регион је био првенствено елитно насеље, а тек касније је постао рекреативно место за све грађане. Почетком Другог светског рата (1939) постао је „Rīgas vācu sporta biedrība“ (Ришко немачко спортско друштво). 

### Совјетско доба
Након совјетске окупације, 1944. године, парк је преименован у „Spartaka kompleksā sporta bāze” (Спартак комплекс спортске базе). Совјетска влада је 1949. године одлучила да успостави локацију за "културну рекреацију" за своје раднике. Подручје од 360 ха северно од главног насеља имало је свој распоред већ утврђен Купхалтовим првобитним планом и постављено је неколико равних уличица и кривих стаза. Пошумљени простор грађани су већ користили за рекреацију током лета и зиме. Међутим, план владе захтевао је проширење подручја и изградњу многих објеката сличних другим културним и рекреативним парковима у СССР-у, као у Москви. Дизајн парка је поверен руском архитекти Јевгенију Васиљеву. Совјетска влада је сматрала да летонски архитекта неће дизајнирати парк тако да одговара социјалистичким и националистичким принципима. 
Межапаркс је брзо доживео велика побољшања, првенствено усмерена на изградњу објеката за рекреацију. Током овог временског периода, на изградњу је утицао стаљинистички стил архитектуре, локално познат као "Стаљинов барок". На нове елементе дизајна парка утицао је стил московског парка и баште, што је такође утицало на структуру природне територије и флору. Године 1949. изграђена је сцена на отвореном (која ће касније постати Зелено позориште) са капацитетом од 8000 посетилаца.   Пројекат и изградња парка завршени су у кратком року уз учешће многих градских и других организација, фабрика итд. Парк је проглашен отвореним 20. јула 1949, на 9. годишњицу Летонске ССР. Званична церемонија отварања парка одржана је 1950. године у Зеленом позоришту. Парк је свечано отворен као „Kultūras un atpūtas parks Mežaparks“ (Културно-рекреативни парк Межапаркс) којим управља Министарство културе СССР-а.   
У наредним годинама између 1950. и 1965. изграђени су многи рекреативни, културни и спортски објекти.  Значајне локације су кафић, кантина, трибина, читаоница, дечија игра "град", торањ за скок падобраном, ледени прстен, бициклистичке и мото стазе, пристаниште за чамце, панорамски точак, ски база, спортски терен, изложбени павиљони и разне друге атракције. Године 1950. изграђен је велики тада импресиван биоскоп са 350 седишта. Изграђена је дечија пруга дужине 3,5 км, са три стајалишта. Године 1955. изграђена је Велика сцена са примарним циљем да демонстрира достигнућа СССР-а, али је касније била сцена за Летонски фестивал песме и игре. Све у свему, парк се разликовао од типичних совјетских окупљалишта по томе што је привлачио масовне културне догађаје и био је више фокусиран на забаву. Од тада су се одржавале разне изложбе, изложбе и конференције.

### Пост-независност
Крајем века и током обнове независности Летоније, администрација парка је доживела многе промене, јер су владе покушавале да пронађу најбољи приступ администрацији за ову област.  Између 1982. и 2009. године, парк је више пута преименован и мењао је управу између различитих одељења и организација Савета Риге и министарстава. Коначно, 2009. године, управа је прешла на компанију SIA "Rīgas meži" која и даље одржава подручје.  
Већина објеката и зграда изграђених у 20. веку више не постоји. Иако се у овој области још увек могу наћи бетонски темељи и рушевине зграда, ниједна од структура изграђених у стаљинистичкој архитектури није остала. Структуре, попут првобитног Зеленог позоришта, демонтиране су до 1980-их. Биоскоп је демонтиран 1980-их, а остаци су уклоњени 2002.  Једини изузетак је Велика сцена која још увек постоји и функционише, иако је доживела више промена услед идеолошких промена и неколико реконструкција. Тада постављене стазе за пешаке  такође су очуване и још увек су у употреби. Различите локације, укључујући и Зелено позориште, поново су изграђене и рестауриране почетком века. 